# FictionBook
FictionBook ist ein offenes, auf XML basierendes E-Book-Format mit der Dateinamenserweiterung .fb2. Es ist im russischsprachigen Internet sehr verbreitet, wo es auch sehr große E-Book-Bibliotheken gibt, die Bücher in diesem Format anbieten. Unter anderem wird es dafür benutzt, Texte automatisch in andere Formate wie PDF, HTML oder in eine reine Textdatei umzuwandeln.
Der Standard wurde von Mark Lipsman (russisch Марк Липсман)  vorgeschlagen und von einer Gruppe Entwickler unter der Führung von Dmitri Gribow (Дмитрий Грибов) und Michail Maznew (Михаил Мацнев) entwickelt.

## Technische Beschreibung
FictionBook beschreibt nicht das Aussehen, sondern die Struktur des Textes und kann Metadaten wie Autor, Titel und die ISBN enthalten, aber auch auf ein Bild des Bucheinbandes verweisen.
Wie ein Text aussehen wird, bestimmen die Einstellungen des Programms, mit dem die Datei geöffnet wird. Ein Betrachter-Programm würde einen Titel fett darstellen oder farblich hervorheben, aber bei einer Umwandlung in HTML wird der Titel von <h1>-Tags umschlossen werden, die ein Webbrowser interpretieren kann.
| Software zum Lesen     | Software zum Lesen            | Software zum Lesen | Software zum Lesen                                       |
| Software               | Plattform                     | Lizenz             | Bemerkungen                                              |
| ---------------------- | ----------------------------- | ------------------ | -------------------------------------------------------- |
| Moon+ Reader           | Android                       |                    |                                                          |
| Cool Reader            | Android                       |                    | Open Source                                              |
| Calibre                | Windows, OS X, Linux          |                    | Open-Source-Suite für E-Books                            |
| FBReader               | Windows, Linux, PDAs, Android |                    |                                                          |
| Fiction Book Reader    | Windows 8 (x86, x64, ARM)     |                    |                                                          |
| Haali Reader           | Windows CE                    |                    |                                                          |
| LibreOffice            | Linux, Windows, OS X          |                    |                                                          |
| Okular                 | Linux, Windows, OS X          |                    |                                                          |
| Sumatra PDF            | Windows                       |                    |                                                          |
| STDU Viewer            | Windows                       |                    |                                                          |
| Book Bazaar Reader     | Windows                       |                    |                                                          |
| Software zum Erstellen |                               |                    |                                                          |
| genebook.de            | Web, plattformübergreifend    | Freeware           | Online-Plattform zum Erstellen und Bearbeiten von eBooks |